# Gary Doer
Gary Albert Doer (Winnipeg, 31 marzo 1948) è un diplomatico e politico canadese.
Dal 19 ottobre 2009 al 3 marzo 2016 è stato ambasciatore canadese negli Stati Uniti d'America. In precedenza è stato il 20° Premier del Manitoba (tra il 1999 e il 2009), alla guida del governo del Manitoba sotto il Nuovo Partito Democratico del Manitoba.

## Biografia
Gary Doer è nato in una famiglia della classe media a Winnipeg, Manitoba. È di origine tedesca e gallese. Ha frequentato la St. Paul's High School e studiato scienze politiche e sociologia presso l'Università del Manitoba per un anno, lasciando i suoi studi per lavorare come ufficiale presso il Vaughan Street Detention Center.

## Carriera sindacale
Nel 1979 Doer è stato eletto presidente del Sindacato dei Lavoratori del Governo del Manitoba (Manitoba Government Employees' Association) e ha ricoperto questa carica fino al 1986. Ha ricoperto ruoli di leadership nella Federazione del Lavoro del Manitoba (Manitoba Federation of Labour) e nell'Associazione Nazionale dei Lavoratori Provinciali (National Association of Provincial Workers). Era anche nel consiglio di amministrazione della squadra di calcio Winnipeg Blue Bombers.

## Attività politica

### Discesa in campo
Nel 1972 si unisce al Nuovo Partito Democratico del Manitoba (NDP). Nel 1975, tuttavia, si dimette dal partito per mantenere la neutralità politica del suo sindacato. Nel primi mesi del 1986 ha annunciato il suo ingresso in politica. Nel marzo di quell'anno ha partecipato alle elezioni per l'Assemblea legislativa del Manitoba ed è stato eletto nel collegio elettorale di Concordia, che si trova a nord-est di Winnipeg. Il 17 aprile, il primo ministro Howard Pawley lo ha nominato ministro per lo sviluppo urbano. Il governo di Pawley aveva solo una piccola maggioranza e fallì l'8 marzo 1988 dopo un voto di sfiducia poiché un parlamentare rinnegato dell'NDP aveva sostenuto l'opposizione.

### All'opposizione
Dopo le dimissioni di Pawley da presidente del partito, Doer è stato eletto suo successore il 30 marzo 1988 alla convention del partito NDP a Winnipeg, anche se è stato in grado di prevalere solo con uno stretto margine al terzo scrutinio. Non ha prestato giuramento come premier poiché il Parlamento era già stato sciolto. Nelle elezioni parlamentari di fine aprile 1988, Doer non ha potuto evitare la sconfitta dell'NDP, che si profilava da tempo. Lui stesso è riuscito a mantenere il suo seggio, ma il partito ha perso più di un terzo dei suoi elettori ed è stato solo la terza forza più forte.
Mentre si presentava l'opportunità di formare un governo di coalizione con il Partito Liberale del Manitoba, Doer scelse invece di sostenere in modo informale il governo di minoranza guidato da Gary Filmon del Partito Conservatore Progressista del Manitoba. Il tema politico dominante era il l'accordo del lago Meech, che mirava a completare la Costituzione del Canada. I presidenti dei tre principali partiti del Manitoba hanno convenuto nel giugno 1990 di approvare una proposta di compromesso da parte del governo federale. Tuttavia, il parlamentare dell'NDP Elijah Harper, un capo dei Cree, ha protestato contro l'insufficiente considerazione degli interessi delle popolazioni indigene. Poiché l'unanimità richiesta dalla legge non si è concretizzata, non è stato possibile attuare l'accordo del lago Meech.
Nelle elezioni del settembre 1990, l'NDP riuscì a guadagnare terreno, ma i conservatori progressisti ottennero la maggioranza assoluta dei seggi. Come presidente del secondo partito più grande, Doer è diventato il leader ufficiale dell'opposizione. Ha criticato incessantemente le misure di austerità del governo in materia di salute e istruzione. Il suo partito ha sostenuto l'accordo di Charlottetown, che, come il fallito accordo del lago Meech, prevedeva diversi emendamenti costituzionali. Tuttavia, questo accordo è stato respinto in un referendum nazionale nel 1992; La provincia del Manitoba ha avuto la seconda più alta opposizione.
Nell'aprile 1995 l'NDP è stato di nuovo in grado di guadagnare leggermente alle elezioni, ma i conservatori progressisti sono rimasti al potere. Il governo di Filmon ha effettuato ulteriori tagli alla sanità e all'istruzione. Doer ha criticato il fatto che questi fossero solo ideologicamente motivati e non necessari da un punto di vista finanziario. Ha anche lottato senza successo per privatizzare la società di telecomunicazioni Manitoba Telephone System.

### Premier del Manitoba
Nelle elezioni del settembre 1999, l'NDP è riuscito a cacciare i conservatori progressisti e ad ottenere la maggioranza dei seggi. È stato guidato dalla promessa di migliorare l'assistenza sanitaria e di non privatizzare la compagnia elettrica Manitoba Hydro. Doer ha seguito un corso che assomiglia alla "Terza via" del Primo ministro britannico Tony Blair. Il Luogotenente Governatore Peter Liba ha nominato Doer nuovo premier del Manitoba il 5 ottobre 1999. Allo stesso tempo, Doer ha assunto la direzione del ministero delle Relazioni esterne.
Il governo di Doers è visto come cauto e pragmatico, a volte anche leggermente conservatore. Ha assunto numerose posizioni del precedente governo nel proprio programma e, contrariamente ai precedenti governi NDP, si è trattenuto quando ha annunciato e attuato nuovi progetti di riforma. Nonostante l'aumento della spesa nel sistema sanitario pubblico, il bilancio dello Stato è stato costantemente equilibrato e la buona situazione economica ha reso possibili riduzioni fiscali moderate. Nelle elezioni del giugno 2003, l'NDP è stato in grado di estendere il proprio ruolo guida.
Nel 2004, il governo provinciale ha approvato una legge pionieristica sulla protezione dei non fumatori che vieta il fumo negli edifici pubblici e nelle aziende. Il disegno di legge è stato approvato da tutti i partiti ed è il primo del suo genere in Canada. Altre province hanno seguito l'esempio. Doer ha sostenuto il protocollo di Kyoto sin dall'inizio. Il governo ha creato un fondo per finanziare progetti che aiutano a ridurre le emissioni di gas serra. La rivista economica americana Bloomberg BusinessWeek ha nominato Doer alla fine del 2005 come una delle venti persone più importanti al mondo impegnate nella protezione del clima. Nelle elezioni del maggio 2007, il governo di Doer è stato confermato per la seconda volta. Nonostante una leggera diminuzione della quota di voti, il risultato è stato un guadagno di seggi.

## Ambasciatore del Canada negli Stati Uniti d'America

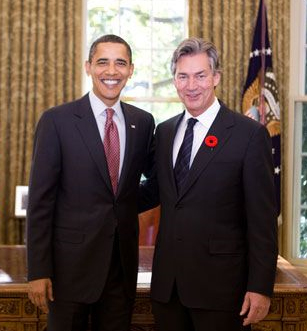
Gary Doer come ambasciatore del Canada negli Stati Uniti d'America insieme al presidente degli Stati Uniti Barack Obama.

Il 27 agosto 2009, Doer ha annunciato sorprendentemente che non si sarebbe candidato alle elezioni del 2011 e si sarebbe dimesso presto; tuttavia, non ha fornito una data esatta. Il giorno seguente, il primo ministro canadese Stephen Harper lo ha nominato come successore di Michael Wilson come nuovo ambasciatore a Washington. L'assemblea delegata del partito di Doer ha nominato il segretario al Tesoro Greg Selinger il 17 ottobre come suo successore come presidente del partito e primo ministro. Doer ha assunto il suo nuovo incarico due giorni dopo.